# Troisième pandémie de choléra
La troisième pandémie de choléra (1846-1860) est une épidémie de choléra à l'échelle mondiale. Elle est généralement considérée comme la plus dévastatrice des grandes pandémies historiques. Partie de l'Inde elle s'est étendue à de vastes zones d'Asie, d'Europe, d'Amérique du Nord et d'Afrique. Selon des chercheurs de l'UCLA, elle a pu commencer dès 1837 et durer jusqu'en 1863.

## Propagation
Issu, comme celui de 1832, du sous-continent indien, le choléra touche la Birmanie en 1842, puis l’Afghanistan et le Turkestan. Il arrive à Samarcande en septembre 1845. Il parcourt la Perse en 1846. Après avoir atteint Bagdad, il s'étend à Bassorah en octobre, et de là dans toute l'Arabie et à La Mecque en novembre 1846.
Arrivé à Astrakhan, il se propage le long des rives de la Volga jusqu'en Russie septentrionale. Le 24 octobre 1847, il fait son apparition à Constantinople, où il fait rage en juin, juillet et août 1848, et d'où il se répandra sur les côtes méditerranéennes.

## Par zone géographique

### Au Royaume-Uni
Le 5 octobre 1848, un bâtiment venant de Hambourg et ayant à bord des marins atteints du choléra débarquait à Sunderland ; le 24 octobre, une partie de la Grande-Bretagne était infectée. C'est le début d'une épidémie de deux ans en Angleterre et au pays de Galles, qui fera 52 000 morts.
À Londres, ce fut la pire épidémie de l'histoire de la ville, faisant 14 137 morts, soit plus du double de l'épidémie de 1832. Le choléra a frappé l'Irlande en 1849 et a tué de nombreux survivants de la famine irlandaise, déjà affaiblis par la faim et la fièvre. En 1849, le choléra a fait 5 308 morts dans la grande ville portuaire de Liverpool, en Angleterre, point d'embarquement des immigrants pour l'Amérique du Nord, et 1 834 à Hull, en Angleterre.
En 1853 et 1854, la deuxième vague de la même épidémie a causé la mort de 23 000 personnes en Grande-Bretagne avec 10 739 décès dans la seule ville de Londres. Le médecin britannique John Snow (1813-1858) découvre en 1854 que la maladie est transmise par l'eau, une découverte fondamentale qui permettra par la suite de contrôler la propagation de la maladie. Snow étudie l'origine géographique des cas de choléra dans le quartier londonien de Soho et réussit à retrouver la fontaine publique à l'origine de la maladie. Après qu'il a persuadé les autorités de faire retirer la poignée de la pompe de la fontaine, on voit immédiatement décroître le nombre de nouveaux cas dans ce secteur.

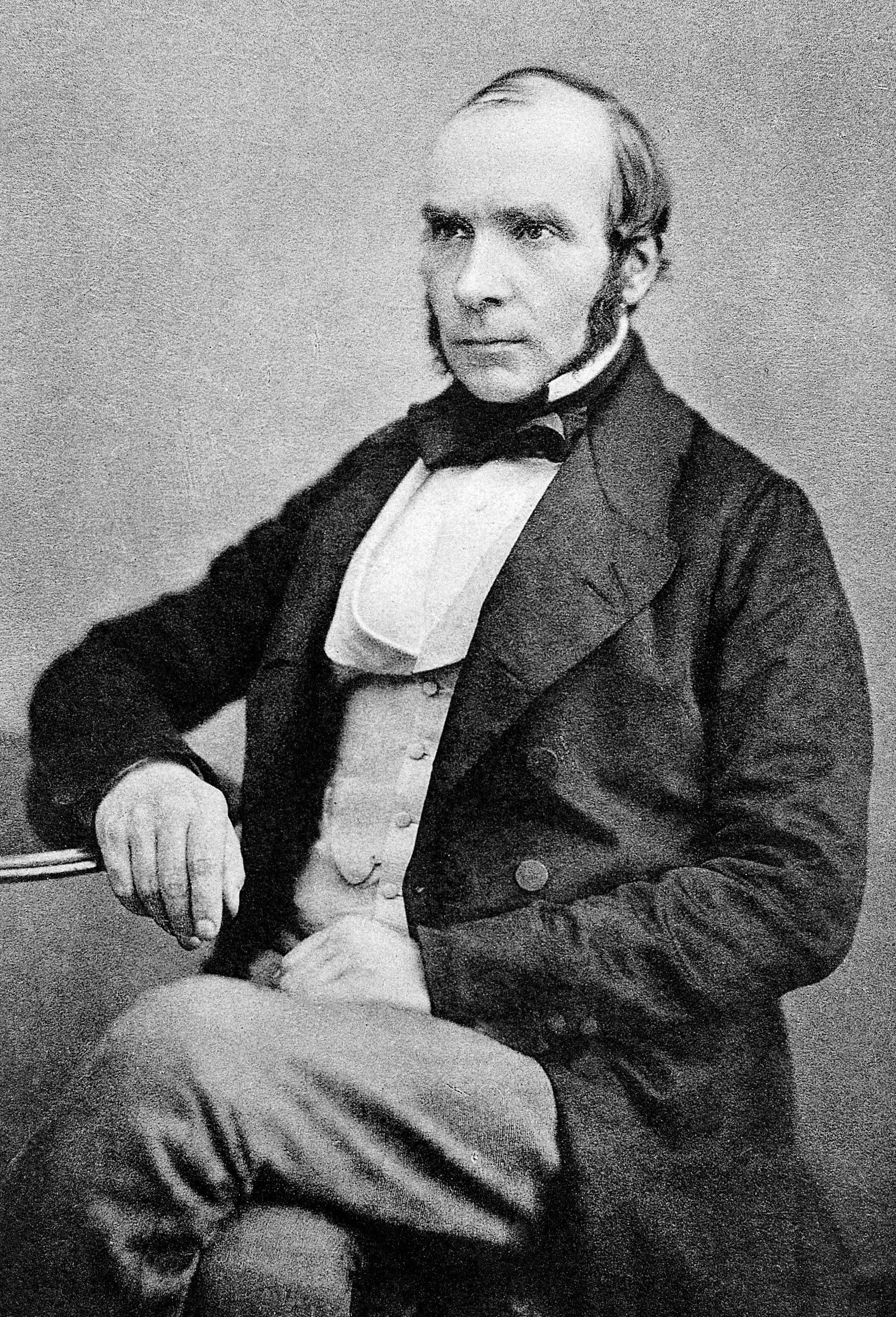
John Snow (1813-1858).
Carte utilisée par Snow pour déterminer l'origine de l'épidémie dans le quartier de Soho.

### En France
Le 20 octobre 1848, immédiatement après l’entrée d’un navire anglais dans le port de Dunkerque, l’épidémie se répand dans le nord de la France. Le choléra parcourt à partir du mois de novembre 1848 les départements du Pas-de-Calais, de la Somme, de la Seine-Maritime et du Nord. Les villes de Lille, Calais, Fécamp, Dieppe, Rouen, Douai sont touchées. Ce sont des chasseurs à pied en provenance de Douai et arrivant 29 janvier 1849 à Saint-Denis (et déjà atteints semble-t-il au moment de leur départ) qui introduisent la maladie en région parisienne. Trois d'entre eux décèdent en février 1849 dans leur cantonnement. À Paris, le premier décès « à domicile » est officiellement enregistré le 7 mars 1849 dans l'ancien 7e arrondissement ; le 9 mars, un second décès est relevé dans l'ancien 10e arrondissement de Paris. La mortalité progresse en avril, s'intensifie en mai, atteint des sommets en juin. L'épidémie semble se calmer en juillet avant de rebondir en août, faiblit en septembre et cesse dans le courant du mois d'octobre. On compte formellement, à Paris, 19 184 décès dus au choléra, dont 10 950 à domicile. Pour la France entière, le bilan de la vague épidémique de 1849 s'élève à 100 661 victimes.
En 1853-1854, une deuxième vague touche la France, faisant 143 468 victimes. L'épidémie, partie de Paris, se répand à partir de deux foyers principaux, Haute-Marne et Haute-Saône d'une part, Bouches-du-Rhône d'autre part, et frappe durement le Nord-Est et le Sud du pays. Dans les départements les plus touchés, pendant les huit mois de l'épidémie, la mortalité est multipliée par quatre.

### En Russie
En Russie, entre 1847 et 1851, la maladie a fait plus d'un million de victimes.

### En Espagne
En 1851, c'est un bateau en provenance de Cuba qui a transporté la maladie dans l'île espagnole de la Grande Canarie. On estime que plus de 6 000 personnes sont mortes dans l'île pendant l'été, sur une population de 58 000 habitants.
En Espagne, plus de 236 000 personnes sont mortes du choléra lors de l'épidémie de 1854-55.

### En Italie
L'épidémie de 1854-1855 atteint presque toute l'Italie, y compris les îles. Le nombre de décès est évalué à 35 030 en 1854 et à 83 500 en 1855.

### Aux Amériques
Le choléra, dont on pense qu'il s'est propagé à partir de navires d'immigrants irlandais d'Angleterre aux États-Unis, s'est répandu dans tout le réseau fluvial du Mississippi, tuant plus de 4 500 personnes à Saint-Louis et plus de 3 000 à La Nouvelle-Orléans. Des milliers de personnes sont mortes à New York, une destination importante pour les immigrants irlandais. L'épidémie qui a frappé Nashville en 1849-1850 a coûté la vie à l'ancien président américain James K. Polk. Pendant la ruée vers l'or en Californie, le choléra a été transmis le long des pistes de Californie, des Mormons et de l'Oregon, puisque 6 000 à 12 000 personnes seraient mortes sur le chemin de l'Utah et de l'Oregon pendant les années 1849-1855. Au total, le choléra aurait fait plus de 150 000 victimes aux États-Unis pendant les deux pandémies entre 1832 et 1849, et aurait également fait 200 000 victimes au Mexique.
Certains scientifiques américains ont commencé à croire que le choléra était en quelque sorte associé aux Afro-Américains, car la maladie était répandue dans le Sud, dans les zones où vivent des populations noires. Les chercheurs actuels notent que leurs populations étaient mal desservies en termes d'infrastructures sanitaires et de soins de santé, et qu'elles vivaient à proximité des voies d'eau par lesquelles les voyageurs et les navires transportaient la maladie.
En 1854, une épidémie de choléra à Chicago a coûté la vie à 5,5 % de la population (environ 3 500 personnes).
La maladie a atteint l'Amérique du Sud en 1854 et 1855, avec des victimes au Venezuela et au Brésil.

### En Asie
Plus de 15 000 personnes sont mortes du choléra à La Mecque dès 1846.
En 1852, le choléra s'est propagé vers l'est jusqu'en Indonésie, puis a été transporté en Chine et au Japon en 1854. Les Philippines ont été infectées en 1858 et la Corée en 1859. En 1859, une épidémie au Bengale a contribué à la transmission de la maladie par les voyageurs et les troupes en Iran, en Irak, en Arabie et en Russie.
Le Japon a connu au moins sept grandes épidémies de choléra entre 1858 et 1902. Entre 100 000 et 200 000 personnes sont mortes du choléra à Edo (ancien Tokyo) lors d'une épidémie en 1858-1860.